# Паралимни (езеро)
Паралимни (на гръцки: Παραλίμνη) е неголямо езеро в Беотия, Гърция. Намира се между планините Птоон и Месапион. Посредством Паралимни водите, стичащи се в басейна на Копаида, т.е. от пресушените езера, се оттичат в Северния Евбейски залив на Егейско море.
През зимния сезон езерото увеличава значително площта си. Водите на езерото се ползват от столицата на Гърция – Атина.